# Karl X Gustavs ryska krig
Karl X Gustavs ryska krig kallas kriget mellan Tsarryssland och Sverige 1656–1661. Kriget inleddes av Ryssland, när Sverige var djupt involverat i Karl X Gustavs polska krig, och slutade utan territoriella förändringar. Stridigheterna upphörde 1658 men kriget slutade formellt med Freden i Kardis 1661, då Karl XI regerade i Sverige.

## Bakgrund
Sedan Freden i Stolbova 1617 hade det rått fred mellan Sverige och Ryssland. Den svenske kungen ville undvika konflikt med Ryssland då han var upptagen med huvudfienderna Polen och Danmark. Den ryske tsaren Aleksej hade sedan sitt trontillträde haft som ambition att expandera Rysslands gränser och uppmuntrades dessutom till att anfalla Sverige av den tysk-romerske kejsaren, Holland och Danmark.

## Kriget
Kriget inleddes sommaren 1656 då Ryssland anföll Livland med två kolonner. Den norra styrkan, omfattande 12 000–15 000 man, belägrade staden Dorpat (nuvarande Tartu). Den större södra styrkan, under befäl av den ryske tsaren, tog först gränsfästningen Kokenhusen (nuvarande Koknese) och högg ner hela dess besättning innan den fortsatte mot Riga. I Ingermanland och Finland gick ryska styrkor in på bägge sidor om Ladoga och inledde belägringar av Kexholm och Nöteborg samt erövrade staden Nyen. De ryska framgångarna på Karelska näset öppnade floden Neva för den ryska flottan och ryska fartyg gick ut i Finska viken.
Vid Riga lyckades inte Ryssland inta staden, trots betydande övermakt. Tvärtom led den ryska armén stora förluster och Sverige kunde även under hösten förstärka staden med sexton kompanier fotfolk och stora mängder krut. Den 5 oktober hävdes belägringen med minimala svenska förluster. I Dorpat tvingades den lilla svenska styrkan på omkring 500 man att kapitulera den 12 oktober. Fästet var nyckeln till kommunikationen mellan hamnstaden Reval i Estland (nuvarande Tallinn) och Riga samt lämnade det inre av Livland öppet för ryska härjningar.
En svensk flottstyrka, med nitton större och mindre skepp under amiral Carl Gustaf Wrangel, förhindrade vidare ryska operationer i Finska viken och i slutet av 1656 hävde Ryssland belägringarna av Kexholm och Nöteborg. I november samma år slöt emellertid Ryssland och Polen fördrag mot Sverige och förhindrade på så vis en svensk fred med Ryssland. Dessutom drabbades den svenska armén av pesten.
Under 1657 led den svenska hären i Livland svårt av pesten. Samtidigt gjorde pesthotet att Sveriges fiender inte vågade utnyttja landets svaghet fullt ut. Den 8 juli utkämpades ett slag vid Walk, som slutade i en svensk seger. Ryssland förlorade omkring 1 500 man, inklusive befälhavaren Matvej Sjeremetjev. I september gjorde Sverige ett försök att tvinga Ryssland till fred genom att en styrka under Magnus Gabriel De la Gardie avancerade mot den ryska fästningen Gdov. Operationen misslyckades och var nära att sluta i katastrof när de retirerande svenskarna trupperna anfölls av överlägsna ryska förband.
Den svenske befälhavaren i Finland, Gustaf Evertsson Horn, härjade under året runt Ladoga och förstörde ryska upplagsplatser. Ett svenskt försök att inta det ryska huvudlägret vid Lava misslyckades. Likaså misslyckades ett ryskt anfall mot Kexholm.
I oktober 1657 gick en armé in i Livland från det av Polen kontrollerade Litauen. Sverige var alltför svagt för att möta litauerna, som snart ockuperade större delen av den livländska landsbygden. Huvuddelen av de litauiska styrkorna drog sig dock ganska snart tillbaka från Livland men de lämnade en styrka på 2 100 man, som blockerade Riga. Vid midnatt den 6 januari 1658 gjorde den svenske befälhavaren Simon Grundel-Helmfelt ett stort utfall från Riga. De litauiska styrkorna led ett totalt nederlag och blockaden av Riga kunde hävdass. I slutet av januari hade alla litauiska förband lämnat svenskt område.
Under våren 1658 belägrades Narva av Ryssland, som dock drog sig tillbaka när svenska trupper avancerade. Freden i Roskilde i februari samma år gjorde att Sverige kunde vända sina styrkor från Danmark mot Ryssland. Detta gjorde Ryssland mer benägen att sluta fred med Sverige. Den 17 maj slöts en vapenvila och det beslutades om fredsförhandlingar.

## Freden
Ett stilleståndsavtal på tre år tecknades den 20 december 1658 i byn Valiesar söder om Narva. I stilleståndsavtalet bestämdes att Ryssland tills vidare skulle behålla sina erövringar. Först den 21 juni 1661 tecknades en slutgiltig fred på godset Kardis i Lais socken i Estland. Där avtalades att Ryssland skulle återställa samtliga erövrade områden till Sverige och därmed blev resultatet i det stora hela en återgång till de gränser som fastställts vid Stolbova 1617.